# Paco Morán
Paco Morán (eigentlich Francisco Morán Ruiz; * 9. November 1930 in Almodóvar del Río, Provinz Córdoba; † 23. Juli 2012 in Barcelona) war ein spanischer Schauspieler.

## Leben
Morán besuchte bereits mit 17 Jahren das Konservatorium für Musik und Dramaturgie in Córdoba; später war er Mitbegründer der spanischen Theateruniversität. Bis 1957 arbeitete er als Sprecher bei Radio Córdoba, dann ging er nach Madrid und wurde Mitglied des spanischen Nationalradios und -fernsehens. Bereits 1959 spielte er seine erste Fernsehserie und wagte in den 1960er Jahren auch einige Ausflüge zum Film.
1969 kehrte Morán zu seiner wahren Leidenschaft, der Bühne, zurück. Ab 1970 spielte er in Barcelona, immer wieder durch Ausflüge zu Film und Fernsehen aufgelockert. 1996 begann er eine zweijährige Tournee mit Das seltsame Paar. Seit 2008 spielte er den eingebildeten Kranken.

## Filmografie (Auswahl)
- 1961: König der Könige (King of Kings)
- 1967: Der Colt aus Gringo’s Hand (Un hombre y un colt)
- 2010: Ultima sesión